# Шарлик (Благоварський район)
Шарли́к (рос. Шарлык, башк. Шырлыҡ) — присілок у складі Благоварського району Башкортостану, Росія. Адміністративний центр Янишевської сільської ради.
Населення — 506 осіб (2010; 489 в 2002).
Національний склад:
- башкири — 98 %